# FE-Schrift
Fälschungserschwerende Schrift, ou FE-Schrift, est une police de caractères créée en 1980 et développée pour les plaques d’immatriculation. Elle a pour objectif d’être difficilement falsifiable (de l’allemand fälschungserschwerend qui signifie « difficile à fausser »). Elle est utilisée sur toutes les plaques d’immatriculation allemandes depuis 2000 (à l’exception des plaques militaires utilisant la norme DIN 1451) et a été adoptée dans plusieurs autres pays.

## Développement

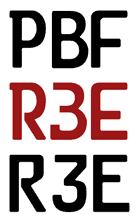
Exemple de tentative d’usurpation d’une plaque utilisant le police FE-Schrift. La première ligne PBF est modifiée en R3E (ligne du milieu). La typographie correcte pour R3E est sur la troisième ligne.

L’idée de cette police de caractères émerge en Allemagne à la fin des années 1970, alors que la Fraction armée rouge falsifie ses plaques d’immatriculation. La police utilisée à ce moment, la DIN 1451, est très facile à altérer : avec de la peinture ou du scotch noir, il est possible de changer un « P » en « R » ou « B », un « 3 » en « 8 », ou encore un « L » ou un « F » en « E ».
Le dessin des lettres de la police FE-Schrift rend ces trucages plus compliqués et plus visibles : en plus d’ajouter de la peinture noire, il faut également masquer des parties de la lettre précédente avec de la peinture blanche. Cependant, ceci rend le trucage remarquable, notamment la nuit par l’absence de réfléchissant sur la partie altérée.
La police est créée par le typographe Karlgeorg Hoefer[réf. nécessaire] qui présente son travail au Bundesanstalt für Straßenwesen, l’agence fédérale pour le réseau routier. Elle subit quelques modifications après une série de tests par Karlgeorg Hoefer de l’université de Giessen. Alors que la police DIN 1451 utilisait une chasse variable, la FE-Schrift utilise une police à chasse fixe, impliquant des espacements différents, mais qui rend sa lecture plus aisée pour les ordinateurs.